# Purvis Cars

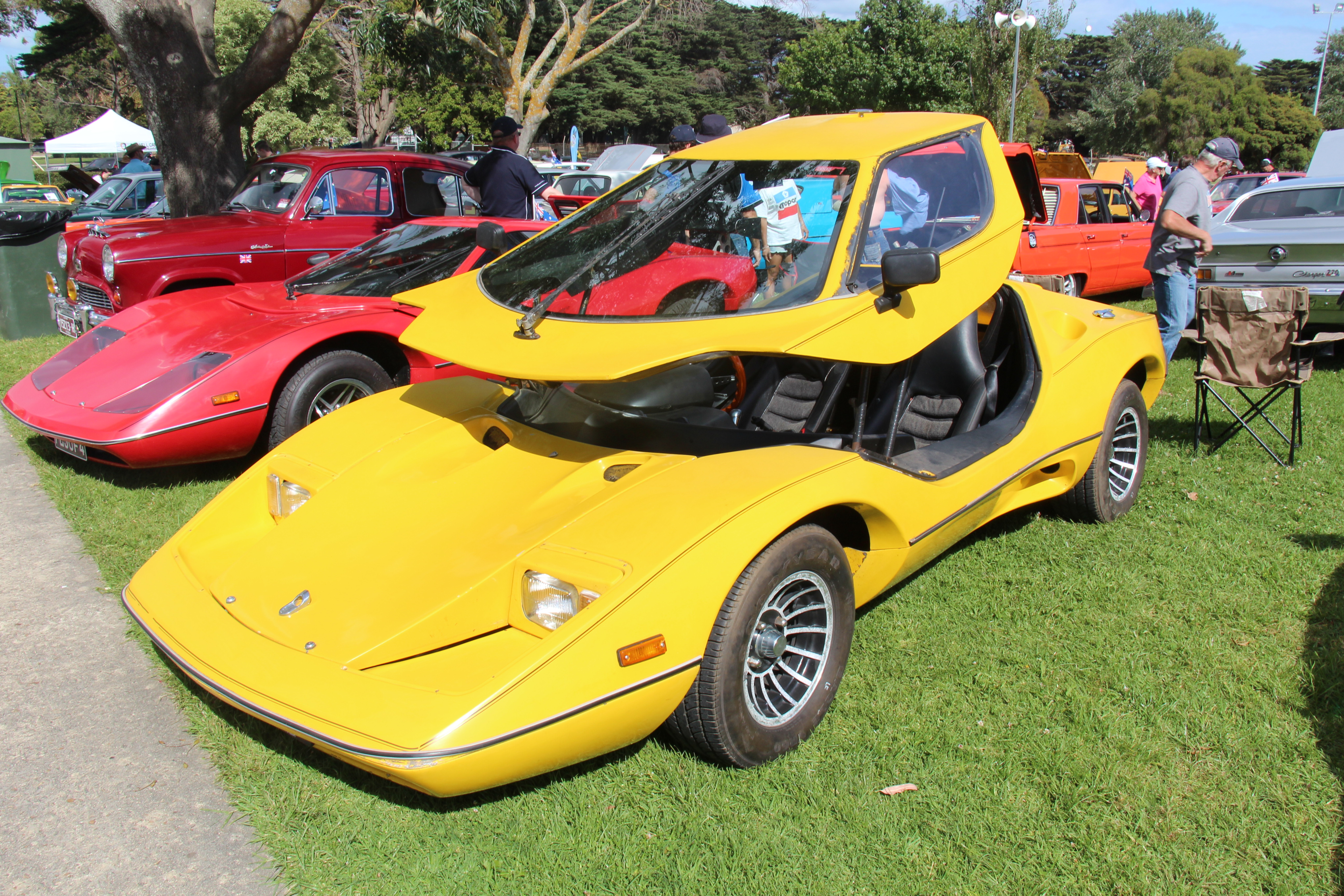
Purvis Eureka

Purvis Cars war ein australischer Hersteller von Automobilen. Eine andere Quelle nennt die Firmierung Eureka Sports Cars.

## Unternehmensgeschichte
Allan Purvis gründete 1974 das Unternehmen in Dandenong und begann mit der Produktion von Automobilen und Kit Cars. Der Markenname lautete Purvis, nach einer anderen Quelle Eureka. 1998 endete die Produktion.

## Fahrzeuge
Im Angebot stand der Purvis Eureka. Er ähnelte dem Nova von Nova Cars. Ein Fahrgestell vom VW Käfer bildete die Basis. Darauf wurde eine geschlossene Karosserie aus Fiberglas montiert. Besonderheit war die aufklappbare Kanzel anstelle von seitlichen Türen. Bis 1986 entstanden etwa 500 Exemplare und bis 1989 etwa 700. 1994 erfolgte eine große Überarbeitung, sodass nun ein moderneres Fahrgestell verwendet wurde.
Für Ende der 1980er Jahre war der Free Spirit angekündigt. Dieses offene Fahrzeug mit Mittelmotor sollte einen Motor vom Ford Laser erhalten.
1989 erschien ein Roadster.